# Lagrezia ambrensis
Lagrezia ambrensis är en amarantväxtart som beskrevs av Alberto Judice Leote Cavaco. Lagrezia ambrensis ingår i släktet Lagrezia och familjen amarantväxter. Inga underarter finns listade i Catalogue of Life.